# I Miss You (singel Basshuntera)
„I Miss You” – dziesiąty singel szwedzkiego muzyka Basshuntera, stworzony przy współpracy wokalnej Lauren Dyson. Singiel znalazł się na albumie Now You’re Gone – The Album.

## Lista utworów
- CD singel (15 grudnia 2008)[2]

1. „I Miss You” (Radio Edit) – 2:46
2. „Basshunter Megamix” – 4:22

- CDr, CD singel, CD maxi-singel oraz singel promocyjny (15 grudnia 2008)[3]

1. „I Miss You” (Radio Edit) – 2:46
2. „I Miss You” (Fonzerelli Edit) – 2:42
3. „I Miss You” (Album Version) – 3:47
4. „I Miss You” (Fonzerelli Remix) – 6:39
5. „I Miss You” (Headhunters Remix) – 5:08

- CD maxi-singel i CD singel (19 grudnia 2008)

1. „I Miss You” (Radio Edit) – 2:46
2. „I Miss You” (Fonzerelli Edit) – 2:42
3. „I Miss You” (Album Edit) – 3:47
4. „I Miss You” (Fonzerelli Remix) – 6:39
5. „I Miss You” (Headhunters Remix) – 5:08
6. „I Miss You” (Video) + inna dodatkowa zawartość

- CDr, singel promocyjny (2008)[4]

1. „I Miss You” (Radio Edit) – 2:46
2. „I Miss You” (Fonzerelli Remix) – 6:39
3. „I Miss You” (Fonzerelli Edit) – 2:42
4. „I Miss You” (Headhunters Remix) – 5:08

## Teledysk
Teledysk wyreżyserowany przez Aleksa Herrona został nakręcony w Norwegii. Teledysk został opublikowany 5 listopada 2008 roku.

## Pozycje na listach przebojów
| BBC | [ 7 ] |

| Kraj            | Lista (2008/2009) | Najwyższa pozycja |
| --------------- | ----------------- | ----------------- |
| Wielka Brytania | Top 100 Singles   | 32                |
| Szwecja         | Top 60 Singles    | 45                |
| Niemcy          | Top 100 Singles   | 70                |